# SWAC (陸上競技)
SWAC（エス・ダヴリュウ・エイ・スィー）は、東京に本社を置く日本の陸上競技（長距離走・マラソン）のクラブチームを運営する企業。
2012年11月末をもってセカンドウィンドAC有限責任事業組合が業務終了。同年12月から「株式会社 SWAC」と名称変更した。

## 企業概要
元資生堂ランニングクラブ（資生堂RC）監督だった川越学が、陸上選手の育成及び引退後の活動の場を与える目的として、資生堂から独立する形で2007年4月1日付で「セカンドウィンドAC」を設立。その内所属メンバーの4人が資生堂RCから移籍した。セカンドウィンドは、「壁を越えた瞬間、呼吸が回復して感じる新しい世界」を意味する。
2011年4月からSWAC大阪を始め、横浜・四日市・広島に各支部が設立されている（かつては六本木・札幌に支部があったが現在廃部）。
2013年4月から元選手の嶋原清子がリーダーに就任、川越は監督業を退任。
2013年より西和三郎が代表取締役に就任し、クラブ活動を行う。
2019年12月に早稲田大学時代に大学駅伝3冠を達成し、旭化成でトラック・ロードで活躍後にプロランナーに転向した八木勇樹が代表取締役に就任。2020年4月から池本愛が所属している。

## 現在の主な指導者・スタッフ
- 八木勇樹（2019年12月〜｜西脇工業高校→早稲田大学→旭化成→OFFICE YAGI／SWAC）

## 過去の所属選手・コーチ
- 松岡琴子（2007年4月 - 2007年11月）
- ルース・ワンジル（ - 2009年2月）
- 吉田香織（2007年4月 - 2009年3月、現TEAM R×L所属）
- マーラ・ヤマウチ（2007年4月 - 2010年1月）
- 加納由理（2007年4月 - 2011年8月、のち資生堂RC復帰・2011年10月 - 2014年5月）
- 真鍋裕子（2009年6月 - 2011年3月、元コーチ・2011年4月 - 2013年2月）
- 大久保絵里（元豊田自動織機・アミノバイタルAC選手、2010年6月 - 2013年3月）
- 田辺彩（2011年4月 - 2012年10月、元育成選手）
- 相川友香（2011年11月 - 2013年2月）
- 前田さやか（2009年7月 - 2013年4月、元育成選手）
- 松岡範子（2012年8月 - 2013年5月）
- 比嘉正樹（元資生堂選手・コーチ、2007年4月 - 2009年5月）
- 山内美根子（元資生堂選手・コーチ、2007年4月 - 2010年12月）
- 堀岡智子（元資生堂選手・コーチ、2011年4月 - 2012年3月・大阪支部担当）
- 木村世希（元育成選手・2008年10月 - 2010年3月、2010年4月 - 2012年11月・スタッフ、六本木支部担当）
- 真鍋未央（戸畑商高卒、元資生堂選手・コーチ、2007年4月 - 2012年12月）
- 内野雅貴（神奈川大卒・元小森コーポレーション選手、2010年4月 - 2013年2月）
- 川越学（元資生堂選手・コーチ・監督、2007年4月 - 2013年3月、現エディオン女子陸上部監督）
- 萩原梨咲（元第一生命・アコム選手、2010年4月 - 2014年2月）
- 藤田可南子（元ホクレン・2013年2月 - 2014年12月、元育成選手）
- 大坊明日香（元育成選手・スタッフ、2012年1月 - 2015年12月、大阪支部所属）